# Maoripamborus
Maoripamborus fairburni es una especie de coleóptero adéfago de la familia Carabidae. Es el único miembro del género monotípico Maoripamborus.